# Boxley Abbey

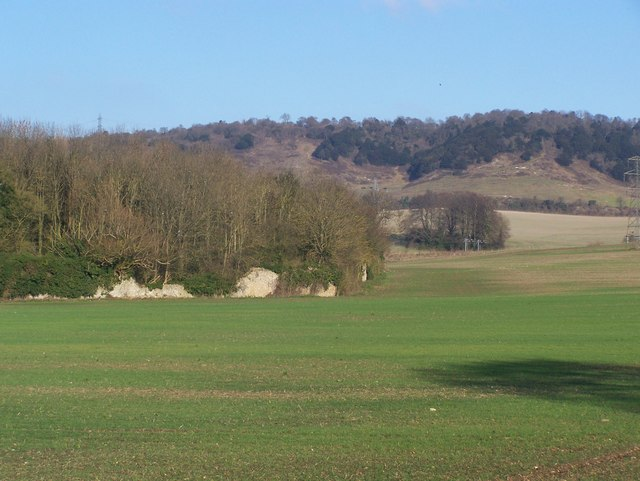
Die Reste der Boxley Abbey.

Boxley Abbey (Boxeleya; Sanctae Crucis de Gratiis) ist eine ehemalige Zisterziensermönchsabtei in Boxley rund 3 km nördlich von Maidstone in Kent in England.

## Geschichte
Das Kloster wurde 1146 (so die überwiegende Lesart, nach anderen schon 1143) von Wilhelm von Ypern, dem Earl von Kent, einem unehelichen Abkömmling der Grafen von Flandern, auf einem königlichen Anwesen als Tochterkloster der Primarabtei Clairvaux gestiftet. Es war wegen seines Gnadenkruzifixes (“rood of Grace”), dem Wunder zugeschrieben wurden, ein Wallfahrtsort. 1171 nahm der Abt am Begräbnis des ermordeten Thomas Beckett teil. Von Boxley ging die Tochtergründung Robertsbridge Abbey aus. Die Klosteranlage wurde im späten 12. Jahrhundert nach dem Bernhardinischen Plan errichtet, jedoch mit dem Refektorium parallel zum südlichen Kreuzgangflügel und nicht im rechten Winkel zu ihm. Der Kreuzgang wurde im späten 14. Jahrhundert zumindest teilweise umgebaut. Das mit einem Jahresertrag von 208 Pfund bewertete Kloster wurde 1538 aufgelöst, dabei soll eine mechanische Vorrichtung in dem Gnadenkruzifix entdeckt worden sein. Die Klostergüter wurden an Sir Thomas Wyatt übergeben. Anschließend wurde der Westflügel zu einem im 19. Jahrhundert erheblich verkleinerten Herrenhaus umgebaut, und die übrigen Teile des Klosters wurden überwiegend abgebrochen.

## Bauten und Anlage
Erhalten sind Teile des Langhauses und die Seitenwände der Seitenschiffe der kreuzförmigen, rechteckig geschlossenen Kirche mit je drei Seitenkapellen an den Ostseiten des Querhauses. Das Presbyterium ist durch zugeschnittene Eiben markiert. Die Klausur lag südlich der Kirche mit Kapitelsaal und Mönchssaal im Osten sowie Refektorium und Kalefaktorium im Süden. Auch die Scheune aus dem 13. Jahrhundert und Teile des Torhauses sind erhalten. Der Grundriss wurde 1971/72 ergraben.